# Imaginaria Sonora
Imaginaria Sonora es el quinto disco de estudio de la banda de rock guatemalteca Bohemia Suburbana. Las canciones del disco fueron un resultado de las sesiones de composición entre  Giovanni Pinzón, Álvaro Rodríguez, Pepe Mollinedo, Juancarlos Barrios y Josué García, quienes grabaron previamente algunos demos en Panajachel, Sololá y la Ciudad de Guatemala entre el 2013 y 2015. Según el cantante Giovanni Pinzón: "este disco es una propuesta ecléctica, esencialmente rocanrolera, es como una versión actualizada de Bohemia Suburbana".
El británico Phil Vinall fue el productor del álbum, quién ha trabajado con bandas como Placebo, Zoé, Enjambre, Radiohead y Pulp. Phil recibió un demo de la banda y viajó a Guatemala para trabajar con Bohemia. Según Juancarlos Barrios, guitarrista de la banda: "Phil nos hizo darle vuelta a las canciones, probar cosas diferentes y no utilizar los típicos clichés del rock o los recursos que acostumbrábamos usar". Vino a encaminar lo que ya teníamos en mente, opina José Pedro Mollinedo, y agrega: Es un disco trabajado con mucho detalle, textura y color.
Dan Zlotnik (vientos) y el Cuarteto Asturias (cuerdas) fueron parte de los músicos invitados que participaron en las sonoridades del disco. La mezcla fue realizada por Manny Calderón (Hello Seahorse, Bunbury) y Phil Vinall en Sonic Ranch Studios ubicado en El Paso, Texas. Además fue masterizado por Harris Newman en Montreal, Canadá.
Bohemia Suburbana asume sus influencias del rock clásico e incorpora sonidos espaciales, analógicos, electrónicos logrando una propuesta madura fresca y bailable. Álvaro Rodríguez, lo explicó así: "estamos obteniendo una coloración interesante de sonidos. Se oye algo de folk, punk, soul, progresivo y otros subgéneros".
La lírica social de Pinzón, la crítica humanista y la poesía a ratos introspectiva y romántica se empapa de la esencia volcánica de un país como Guatemala.
Tengo Que Llegar, Mal Sabor y Pero Nadie fueron los sencillos del nuevo álbum, acompañados de videoclips realizados por Giuseppe Badalamenti. Este álbum se perfila como un viaje a las raíces de la banda y un salto hacia el futuro, según varios medios de comunicación.